# Vrše
Vrše so planota na območju Čepovana pri Novi Gorici.